# Habitatge a la plaça Josep Roselló, 7
L'Habitatge a la plaça Josep Roselló, 7 és una obra d'Almoster (Baix Camp) protegida com a Bé Cultural d'Interès Local.

## Descripció
Edifici de tres altures situat a la Plaça Josep Rosselló. Es tracta d'una construcció que ha estat molt reformada, restant només la barana del primer pis i la reixa de la finestra de la planta baixa. Les dues, metàl·liques, presenten els barrots en forma de reguinyol, el perfil curvilini i la decoració vegetal típica modernista.